# Joseph Andrews (film)
Joseph Andrews è un film del 1977 diretto da Tony Richardson.
Il soggetto è tratto dall'omonimo romanzo di Henry Fielding.